# Cinderella Up-to-Date
Pour les articles homonymes, voir Cendrillon (homonymie).
Pour plus de détails, voir Fiche technique et Distribution.
Cinderella Up-to-Date est un film muet réalisé par Gaston Méliès, sorti en 1909.

## Distribution
- Francis Ford[1]

## Annexe